# پیشامد فرخنده
پیشامد فرخنده یا رویداد فرخنده (به انگلیسی: Auspicious Incident) (به ترکی عثمانی "واقعه خیریه" (در استانبول) یا "واقعه شرّیه" (در مناطق بالکان)) به برچینش اجباری و سرکوب لشکر چندسده‌ای ینی‌چری امپراتوری عثمانی به دستور سلطان محمود دوم به تاریخ ۱۵ ژوئن ۱۸۲۶ گفته می‌شود.
در این زمان بیشتر نیروهای ۱۳۵ هزارنفری ینی‌چری بر سلطان محمود دوم شوریده بودند و پس از سرکوب این شورش رهبران آن کشته و بسیاری از اعضای آن تبعید یا زندانی شدند و سپاه ینی‌چری برای همیشه برچیده شد و با نیروی نظامی مدرن‌تری (ارتش نظام جدید) جایگزین شد.  

## پس‌زمینه
پس از پایان جنگ با امپراتوری روسیه در سال ۱۸۱۲ میلادی، محمود دوم پیش‌نیازهای پیاده‌سازی برنامه‌های بهسازی و اصلاحی خود را رفته‌رفته فراهم کرد. نقطه آغازین اصلاحات او از حوزه نظامی بود. نیروهای ینی‌چری که در ساختار نظامی امپراتوری بسیار قدرتمند شده بود در برابر تغییر و اصلاحات ایستادگی می‌کردند. سلطان محمود دوم تلاش داشت ینی‌چری‌ها را به پذیرش تغییرات در لشکر امپراتوری راضی کند. اما انعطاف‌ناپذیری ینی‌چری‌ها سلطان محمود دوم را بر آن داشت که باید یک بار و برای همیشه این مانع اصلاحات را از میان برداشت. این رویداد که از سوی احمد جودت پاشا به «فتح دوباره استانبول» تعبیر شده در تاریخ ۱۵ ژوئن ۱۸۲۶ رخ داد. در این روز به دنبال شورش ینی‌چری‌ها در اعتراض به تغییرات در ارتش، این نیروها به طور گسترده سرکوب و کشتار شدند. یک ماه بعد فرقه درویشان بکتاشی که سده‌ها با ینی‌چری‌ها همکار و هم‌دست بودند، غیرقانونی اعلام و خانقاه‌هایشان ویران شد. این رویداد فرخنده با اعلامیه ۱۷ ژوئن، مبنی بر تشکیل ارتش جدیدی با نام ارتش نظام جدید تکمیل شد.

## پیامدها
بسیاری از تاریخ‌نگاران اذعان نموده‌اند که برچینش و انحلال ینی‌چری‌ها بزرگ ترین مانع اصلاحات را از پیش رو برداشت. با این رخداد، نخستین گام توانمندسازی اقتدار سلطان نیز برداشته شد. حالا دیگر نهاد نظامی نه تنها محدودکننده قدرت سلطان و مانعی در مقابل او نبود بلکه در جایگاه ابزاری برای پیشبرد اقتدار سلطان تبدیل شده بود.